# L'Extraordinaire Voyage
L'Extraordinaire Voyage est une attraction du Parc du Futuroscope.
Elle est aménagée dans le pavillon Tapis Magique, en remplacement de la salle de projection Double IMAX ouverte de 1992 à décembre 2014.
L'attraction est inaugurée le 10 décembre 2016 et ouverte officiellement au public le 17 décembre 2016, en prélude des 30 ans du Futuroscope.

## L'attraction
L'attraction est un Flying theater, type d'attraction inspirée de Soarin' Over California des parcs Disney. Une double plateforme dynamique de 84 places conçue par la société canadienne Dynamic Structures s'élève à 82° à la verticale, plaçant les visiteurs les pieds dans le vide face à un écran demi sphérique de 600 m2.
L'attraction simule un tour du monde aérien, dont le parcours s'inspire de celui de Jules Verne, dans une interprétation du XXIe siècle (thème de la téléportation). Durant ce voyage simulé, l'écran et la façade du pavillon Tapis Magique semblent s'ouvrir pour un décollage du Skyloop (vaisseau de téléportation de la compagnie fictive SkyWorld) au dessus du Parc du Futuroscope. Le Sahara et les pyramides d'Égypte, une vision futuriste de la skyline de Dubaï, le Gange et le Taj Mahal, les montagnes de l’Himalaya, le Parc national de Yellowstone et son Grand Prismatic Spring font partie du voyage simulé en images de synthèse, avec de nouveau le Parc du Futuroscope et son Tapis Magique comme point d'arrivée.
Des effets sensoriels embarqués (vent, bruine, froid, parfums …) et de légers mouvements de la plateforme agrémentent l'immersion.
Une file d'attente et un préshow thématisés ("hall des départs", "aéronavette", sas d'embarquement) précèdent la salle principale de l'attraction.
La production des images de l'attraction a été confiée à la société Cube Creative (film réalisé par Nicolas Deveaux) et la bande son à la société Comptoir du Son (musique symphonique originale composée par Franck Marchal).